# Martín Vilchez
Martín Vílchez (f. Villa Mercedes, 1980) fue un abogado, profesor y político argentino de la Unión Cívica Radical. Se desempeñó como diputado nacional entre 1936 y 1940 y como senador nacional por la provincia de San Luis entre 1958 y 1962. En las elecciones provinciales de 1961 fue elegido gobernador de San Luis, cargo que no pudo asumir por la anulación de los resultados y la intervención de la provincia.

## Biografía
Era abogado y fue profesor de la Escuela Normal de Villa Mercedes (San Luis), ciudad donde residió. Fue miembro fundador del Colegio de Abogados y Procuradores de Villa Mercedes en 1937.
En las elecciones legislativas de 1936, fue elegido diputado nacional por la provincia de San Luis, por la Unión Cívica Radical, completando su mandato en 1940. Fue presidente de la comisión especial de Legislación Municipal. En las elecciones legislativas de 1946, fue candidato a diputado nacional por la Unión Cívica Radical-Comité Nacional, sin ser electo.
En 1957, fue elegido convencional constituyente en la reforma constitucional de ese año por la Unión Cívica Radical Intransigente (UCRI).
En las elecciones al Senado de 1958, fue elegido senador nacional por San Luis. Su mandato se extendía hasta 1964, pero el Poder Legislativo fue disuelto en septiembre de 1962 por José María Guido. Fue miembro de las comisiones de Defensa Nacional y de Legislación General.
En las elecciones provinciales de 1961, fue elegido gobernador de San Luis encabezando la fórmula de la UCRI. Había obtenido el 46,36 % de los votos, con un solo punto porcentual de diferencia con Santiago Besso, candidato del conservador Partido Demócrata Liberal. Debía asumir el 1 de mayo de 1962 (con mandato hasta 1966), pero tras el golpe de Estado que derrocó al gobierno de Arturo Frondizi se anularon los resultados de las elecciones.
Falleció en 1980.